# Gottlob Friedrich Jenichen

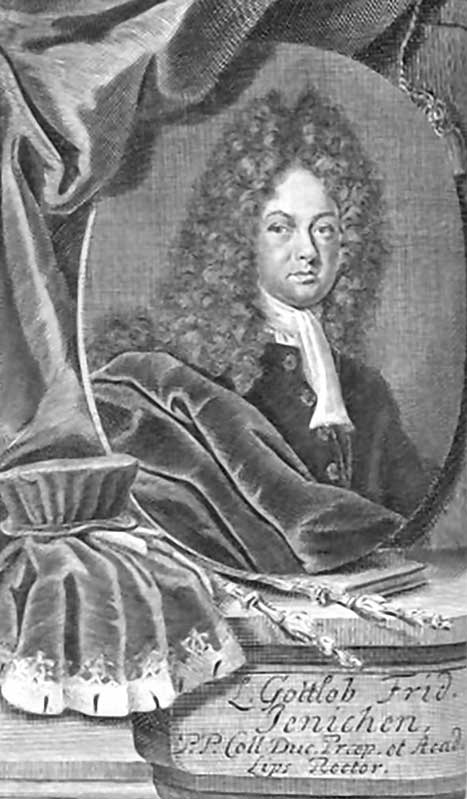
Gottlob Friedrich Jenichen

Gottlob Friedrich Jenichen (* 26. März 1680 in Eutritzsch; † 17. September 1735 in Leipzig) war ein deutscher lutherischer Theologe und Historiker.

## Leben
Der Sohn des Pfarrers Georg Jenichen († 1718) hatte die sächsische Landesschule in Schulpforta und das Gymnasium in Altenburg besucht. Im Wintersemester 1695 bezog er die Universität Leipzig, wurde am 17. April 1696 Baccalaureus und erwarb am 26. Januar 1699 den akademischen Grad eines Magisters der Philosophie. 1705 absolvierte er den Sitten der damaligen Zeit entsprechend eine Gelehrtenreise, die ihn durch Deutschland, Holland und England führte.
Zurückgekehrt nach Leipzig, wurde er 1706 Assessor an der philosophischen Fakultät der Leipziger Hochschule. 1710 wurde er Kollegiat am kleinen Fürstenkollegium, 1712 Professor der Ethik und Politik und avancierte am 5. August 1714 zum Lizentiaten der Theologie. Im selben Jahr wurde er Senior des großen Predigerkollegiums und war 1732 Decemvir der Hochschule. In den Wintersemestern 1715 und 1725 war er Rektor der Alma Mater. Jenichen ist vor allem als Biograph verschiedener Persönlichkeiten in Erscheinung getreten.

## Familie
Er war verheiratet mit Johanna Margaretha geb. Buhle, deren Bruder Kauf- und Handelsmann in Leipzig war und das Rittergut Grebehna besaß, dessen Mitbelehnter Jenichen war.
Aus dieser Ehe gingen die Söhne Gottlob Friedrich Jenichen (* 28. September 1718) und Theodor Friedrich Jenichen (* 17. Seoptenber 1723) hervor.

## Werke (Auswahl)
- Historia Spinozismi Leenhofiani, 1707 (Digitalisat).
- Historiam et examen bulla antiques nellianae.
- Vita Friderici Philipp, ICti. 1724
- Diss. de Deo, in sensuum externorum oeconomiis palpabili: occasione loci Actor. 17,17. 1703
- De quibusdam religionum peculiarium fabris. 1722
- De honore, matronis apud Romanos habito: Invitatio ad memoriam M. S. Schacheriae celebrandam. 1723
- De numismate censuali Christi, Matth. 22,19. 1725
- Vita Jo. Casp. Kregelii, Theologiae Baccalaurei. 1725
- De septimana in albis. 1726
- De Childerici, R. Francorum, tumulo et sigillo, Tornaci repertis. 1727
- Historia festi assumtionis B. Mariae V.
- Vitae curriculum Ioanni Schmidii. 1731
- Vitae curriculum Christiani Ludovici. 1732
- Series Professorum Historiarum in Academia Lipsiensi. 1732